# Stenoria thakkola
Stenoria thakkola is een keversoort uit de familie van oliekevers (Meloidae). De wetenschappelijke naam van de soort is voor het eerst geldig gepubliceerd in 1996 door Schawaller.